# Sarambí TV
Sarambí TV - Mitãme Guarã fue un proyecto de canal de televisión por cable del gobierno de Paraguay mediante el Ministerio de Educación y Cultura, cuya finalidad era la promoción y difusión de los derechos del niño. Durante su corta existencia no llegó a producir material propio debido a la cancelación del proyecto, luego de la destitución del presidente del Paraguay Fernando Lugo. La programación del canal consistía en programas educativos donados en su mayoría por la televisión estatal argentina especialmente de Encuentro y Paka Paka.